# Línea 5 (Bus Castellón)
La línea 5 del Transport Urbà de Castelló (TUCS) da servicio a las misas de la Basílica del Lledó en fines de semana y festivos.

## Características
Esta línea da servicio a los usuarios que quieran asistir a la Basílica del Lledó en fin de semana.

### Frecuencias
| Ambos sentidos | Ambos sentidos      | Ambos sentidos                                                       |
| Temporada      | Día                 | Horario                                                              |
| -------------- | ------------------- | -------------------------------------------------------------------- |
| INVIERNO       | Sábados             | 16:45 Salida Paseo Ribalta (Impares) 18:00 Salida Basílica del Lledó |
|                | Domingos y festivos | 10:30 Salida Paseo Ribalta (Impares) 12:30 Salida Basílica del Lledó |
| VERANO         | Sábados             | 17:45 Salida Paseo Ribalta (Impares) 19:00 Salida Basílica del Lledó |
|                | Domingos y festivos | 10:30 Salida Paseo Ribalta (Impares) 12:30 Salida Basílica del Lledó |

## Recorrido
| Dirección Basílica del Lledó      | Dirección Basílica del Lledó          | Dirección Basílica del Lledó |
| N.º                               | Parada                                | Enlaces                      |
| --------------------------------- | ------------------------------------- | ---------------------------- |
|                                   | PASEO RIBALTA (IMPARES)               |                              |
|                                   | Ronda Magdalena, 38                   |                              |
|                                   | Plaza Clavé, 24                       |                              |
|                                   | Avda. de Lledó, 12                    |                              |
|                                   | Avda. del Lledó (Colegio Consolación) |                              |
|                                   | Auditorio Palacio de Congresos        |                              |
|                                   | BASÍLICA DEL LLEDÓ                    |                              |
| Dirección Paseo Ribalta (Impares) |                                       |                              |
| N.º                               | Parada                                | Enlaces                      |
|                                   | BASÍLICA DEL LLEDÓ                    |                              |
|                                   | Avda. del Lledó (Colegio Consolación) |                              |
|                                   | Avda. del Lledó, 3 Plaza Mª Agustina) |                              |
|                                   | Plaza Clavé, 10                       |                              |
|                                   | Ronda Magdalena (Colegio Cervantes)   |                              |
|                                   | PASEO RIBALTA (Impares)               |                              |